# Spilosoma caesarea
Spilosoma caesarea là một loài bướm đêm thuộc phân họ Arctiinae, họ Erebidae.